# Zámuřština
Zámuřština (slovinsky prekmurščina, zámuřsky prekmürščina, prekmürski jezik, maďarsky vend nyelv, prekmurjei nyelv, muravidéki nyelv) je dialektem slovinštiny. Hovoří jím okolo 80 000 lidí – nejvíce ve slovinském Zámuří a v Maďarsku, dále se tento dialekt objevuje v USA, Kanadě a v Rakousku.

## Abeceda a výslovnost
Zámuřská abeceda obsahuje 34 písmen, z toho tři spřežky gj, lj, nj. Abeceda spisovné slovinštiny naproti tomu obsahuje pouze 25 písmen, zámuřština tedy má o devět písmen více. Kromě výše uvedených jsou to á, é, ê, ô, ö, ü.
Písmeno ö se však používá jen v několika slovech.
| velké             | A | Á | B | C | Č | D | E | É | Ê | F | G | Gj | H | I | J | K | L | Lj | M | N | Nj | O | Ô | Ö | P | R | S | Š | P | U | Ü | V | Z | Ž |
| malé              | a | á | b | c | č | d | e | é | ê | f | g | gj | h | i | j | k | l | lj | m | n | nj | o | ô | ö | p | r | s | š | p | u | ü | v | z | ž |
| slovinská abeceda | A |   | B | C | Č | D | E |   |   | F | G |    | H | I | J | K | L |    | M | N |    | O |   |   | P | R | S | Š | P | U |   | V | Z | Ž |

## Vzorový text

### Otče náš
| zámuřsky  | Oča naš, ki si vu nebésaj! Svéti se Ime tvoje. Pridi králestvo tvoje. Bojdi vola tvoja, kak na nébi, tak i na zemli. Krüha našega vsakdanéšnjega daj nam ga dnes. I odpüsti nam duge naše, kak i mi odpüščamo dužnikom našim. I ne vpelaj nas vu sküšávanje. Nego odslobodi nas od hüdoga. Amen.         |
| slovinsky | Oče naš, ki si v nebesih, posvečeno bodi tvoje ime, pridi k nam tvoje kraljestvo, zgodi se tvoja volja kakor v nebesih tako na zemlji. Daj nam danes naš vsakdanji kruh in odpusti nam naše dolge, kakor tudi mi odpuščamo svojim dolžnikom, in ne vpelji nas v skušnjavo, temveč reši nas hudega. Amen. |
| česky     | Otče náš, jenž jsi v nebesích, posvěť se jméno tvé, přijď království tvé, buď vůle tvá jako v nebi, tak i na zemi. Chléb náš vezdejší dej nám dnes a odpusť nám naše viny, jako i my odpouštíme našim viníkům a neuveď nás v pokušení, ale chraň nás od zlého. Amen.                                     |